# دقيقة كبريتية حساسة أحادية الخلية
دقيقة كبريتية حساسة أحادية الخلية (الاسم العلمي: Thiomonas delicata) هي نوع من البكتيريا، سلبية الغرام، تتبع جنس الدقائق كبريتية أحادية الخلية.